# Campeonato Uruguayo de Fútbol Femenino 2003
El Campeonato Uruguayo de Fútbol Femenino 2003 fue la séptima edición del Campeonato Uruguayo de Fútbol Femenino. 
El torneo consistió en un campeonato a dos ruedas de todos contra todos, coronándose campeón el Rampla Juniors Fútbol Club por tercera vez consecutiva.

## Equipos participantes

### Datos de los equipos
| Club                 | Ciudad     | Estadio | Capacidad | Fundación             | Temporadas | Temp. Consecutivas | Títulos | Subtítulos | 2002 |
| -------------------- | ---------- | ------- | --------- | --------------------- | ---------- | ------------------ | ------- | ---------- | ---- |
| Central Español      | Montevideo | -       | -         | 5 de enero de 1905    | 6          | 6                  | —       | —          | 7°   |
| Independiente        | Montevideo | -       | -         | -                     | —          | —                  | —       | —          | —    |
| Montevideo Wanderers | Montevideo | -       | -         | 15 de octubre de 1933 | 4          | 4                  | —       | —          | 5°   |
| Nacional             | Montevideo | -       | -         | 14 de mayo de 1899    | 6          | 6                  | 2       | 4          | 2°   |
| Racing               | Montevideo | -       | -         | 6 de abril de 1919    | 1          | 1                  | —       | —          | 3°   |
| Rampla Juniors       | Montevideo | -       | -         | 7 de enero de 1914    | 6          | 6                  | 4       | 2          | 1°   |
| Rentistas            | Montevideo | -       | -         | 26 de marzo de 1933   | 3          | 1                  | —       | —          | 6°   |

Notas: Los datos estadísticos corresponden a los campeonatos uruguayos oficiales. Las fechas de fundación de los equipos son las declaradas por los propios clubes implicados. La columna «Estadio» refleja el estadio donde el equipo más veces oficia de local en sus partidos, pero no indica que sea su propietario. Véase también: Estadios de fútbol de Uruguay.

## Tabla de posiciones
| Uruguay                                          |
| Campeón Uruguayo 2003 Rampla Juniors 5.to título |